# Jochen Drees
Jochen Drees (* 15. März 1970 in Bad Kreuznach) ist ein ehemaliger deutscher Fußballschiedsrichter und heutiger Fußballfunktionär.

## Leben

### Ausbildung und Berufstätigkeit

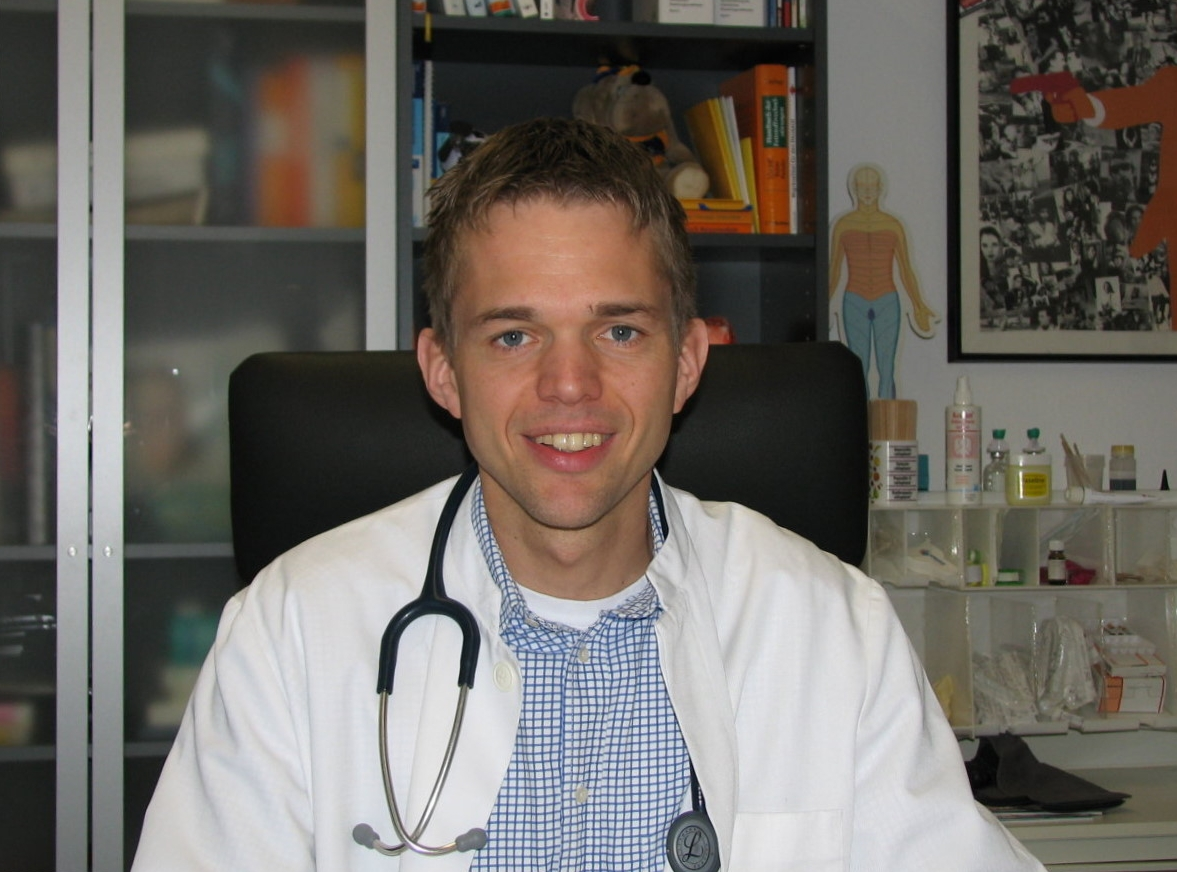
Jochen Drees 2007

Drees machte am Stefan-George-Gymnasium in Bingen am Rhein 1989 Abitur. Von 1990 bis 1997 studierte er Medizin an der Johannes-Gutenberg-Universität Mainz. Von Juni 2001 bis 2018 war er in der Praxis seines Vaters, der 2003 ausschied, als Allgemeinmediziner tätig.

### Schiedsrichter
Seit 2001 ist Drees DFB-Schiedsrichter und pfeift für den SV Münster-Sarmsheim. Seit 2003 leitet er Spiele der 2. Fußball-Bundesliga. Zu Beginn der Saison 2005/2006 rückte er für Torsten Koop in den Kader der Bundesligaschiedsrichter auf und leitet seitdem Spiele in der Bundesliga. Die Partie zwischen dem VfL Wolfsburg und Eintracht Frankfurt am 24. September 2005 war das erste Bundesligaspiel, das unter seiner Leitung stand. Im DFB-Pokal-Finale 2006 zwischen Eintracht Frankfurt und dem FC Bayern München (Endstand: 0:1) gehörte er als vierter Offizieller dem Schiedsrichterteam um Herbert Fandel an.
Am 11. April 2008 brach Drees das Bundesligaspiel zwischen dem 1. FC Nürnberg und dem VfL Wolfsburg wegen zu starken Regens ab. Es war der erste Bundesliga-Spielabbruch seit 1976 und der erste wegen Regens. In der Bundesligageschichte war es der insgesamt sechste Spielabbruch.
Nach zwölf Saisons als Bundesliga-Schiedsrichter beendete Jochen Drees mit dem Spiel zwischen Bayern München und dem SC Freiburg seine aktive Schiedsrichter-Karriere aufgrund des Erreichens der damaligen DFB-Altergrenze von 47 Jahren.
In der Saison 2017/18 war er als Video-Assistent tätig. 

## Funktionär
Seit dem 1. August 2018 ist er fachlicher Leiter des Projekts Videoassistent beim DFB.